# Gerazym (Marmadakis)
Gerazym, imię świeckie Georgios Marmadakis (ur. 1969) – grecki duchowny prawosławny w jurysdykcji Patriarchatu Konstantynopola, od 2015 metropolita Petry i Chersonisos w Autonomicznym Kościele Krety.

## Życiorys
W 1995 przyjął święcenia diakonatu, a w 2001 prezbiteratu. 19 grudnia 2015 otrzymał chirotonię biskupią.